# Ron Simmons
Ron Simmons (født 15. maj 1958) er en amerikansk fribryder, kendt som den første afro-amerikanske verdensmester i wrestling nogensinde.

## Biografi

### National Wrestling Alliance/World Championship Wrestling
Ron Simmons er trænet af Hiro Matsuda. I perioden 1986-1994 wrestlede Ron Simmons for NWA og WCW. I de tidlige år dannede han holdet Doom med Butch Reed, og sammen besejrede de Steiner Brothers og blev WCW tag mestre i 1991. D. 2. august 1992, skulle Sting have mødt Vader om WCW titlen, men Jake Roberts skadede Sting inden kampen, og Sting kunne ikke kæmpe kampen. Dette resulterede i at præsidenten over WCW, Bill Watts, afholdte et lotteri og vinderen ville få titelkampen. Dette lotteri vandt Ron Simmons, og han besejrede så Vader og blev den første afro-amerikanske mester nogensinde. Simmons beholdte titlen i 5 måneder, men blev så besejret af Vader der vandt sin titel tilbage.

### Extreme Championship Wrestling
Ron Simmons wrestlede kort for ECW, og kæmpede mod folk som Mikey Whipwreck og 911. Han udfordrede Shane Douglas' ECW TV titel ved ECW November to Remember 1994, men vandt ikke titlen.

### World Wrestling Federation/Entertainment
Ron Simmons debuterede i WWF som Faarooq Asad i 1996. Her spillede han rollen som en gladiator og havde Sunny som manager. Han feudede kort med Ahmed Johnson, før han fortsatte og skabte Nation of Domination, som han også blev leder af. Nation of Domination bestod af en række rebelske afro-amerikanere, som primært fejdede med Legion of Doom, men også en række andre grupper. The Rock sparkede dog på et tidspunkt Faarooq ud af gruppen, og overtog lederskabet. Faarooq blev en "good guy" kort, og fejdede med sine tidligere kammerater i Nation of Domination. Herefter begyndte han at danne par med Bradshaw, og de dannede Acolytes. Holdet kæmpede for Undertaker i hans gruppe, Ministry of Darkness. Holdet gik dog senere deres egne veje, og blev lejesvende, som wrestlere kunne hyre hvis de ville have hjælp i deres kampe, eller beskyttelse. I 2002 blev APA delt, da Bradshaw blev valgt til at wrestle eksklusivt på RAW, og Faarooq eksklusivt på SmackDown!. I denne periode fejde Faarooq primært med D-Von Dudley. APA blev dog gendannet i 2003, men så opløst igen i 2004 da Ron Simmons pensionerede fra ringen.

### DAMN!
I 2006 begyndte Ron Simmons at dukke op i WWE igen, under sit rigtige navn. Det er efterhånden blevet et kendetegn at Simmons dukker op en enkelt gang på WWE shows og siger "Damn!", til det han lige har set.

## Championtitel
- World Championship Wrestling

- 1x WCW World Heavyweight Champion
- 1x WCW World Tag Team Champion (med Butch Reed)
- 1x WCW United States Tag Team Champion (med Big Josh)

- World Wrestling Entertainment

- 3x WWF World Tag Team Champion (med Bradshaw)

- Memphis Championship Wrestling

- 1x MCW Southern Tag Team Champion (med Bradshaw)

- Ohio Valley Wrestling

- 1x OVW Southern Tag Team Champion (med Bradshaw)

- National Wrestling Alliance

- 1x NWA World Tag Team Champion (med Butch Reed)

- Florida Championship Wrestling

- 1x NWA Florida Heavyweight Champion